# Wahlen zum Senat der Vereinigten Staaten 1820 und 1821
Die Wahlen zum Senat der Vereinigten Staaten 1820 und 1821 zum 17. Kongress der Vereinigten Staaten fanden zu verschiedenen Zeitpunkten statt. Die Wahlen fanden parallel zur Präsidentschaftswahl 1820 statt, in der James Monroe wiedergewählt wurde. Vor der Verabschiedung des 17. Zusatzartikels wurden die Senatoren nicht direkt gewählt, sondern von den Parlamenten der Bundesstaaten bestimmt.
Zur Wahl standen die 14 Sitze der Senatoren der Klasse I, die 1814 und 1815 für eine Amtszeit von sechs Jahren gewählt worden oder später nachgerückt waren. Zusätzlich fanden für zwei dieser Sitze sowie drei der anderen beiden Klassen Nachwahlen statt, von denen einer vakant war. Zusätzlich wählte Maine seine ersten beiden Senatoren, einer davon ebenfalls in Klasse I. Die Föderalisten gewannen den vakanten Sitz, verloren aber auch einen Sitz an die Republikaner, die auch die beiden neuen Sitze erhielten und ihre Mehrheit damit auf 38 zu acht ausbauten.
Von den 15 regulär zur Wahl stehenden Sitzen waren zehn von Republikanern, die heute meist als Demokraten-Republikaner bezeichnet werden, und fünf von Föderalisten besetzt. Sieben Amtsinhaber wurden wiedergewählt, davon ein Föderalist, zwei weitere Sitze hielten die Republikaner. Drei Sitze verloren die Föderalisten an die Republikaner. Einen Sitz verloren die Föderalisten und zwei die Republikaner, da die Parlamente in Delaware, Pennsylvania und Tennessee nicht gewählt hatten. Einen der vakanten Sitze sowie die beiden ersten Sitze von Missouri konnten die Republikaner noch vor der ersten regulären Tagungsperiode des Kongresses besetzen, einen der vakanten kurz nach deren Beginn. Damit vergrößerte sich die Mehrheit der Republikaner, die am Ende des 16. Kongresses bei 38 gegen acht Föderalisten gelegen hatte, auf 43 Republikaner gegen vier Föderalisten, ein Sitz blieb bis Januar 1822 vakant.
Zu Veränderungen nach der Wahl siehe auch Liste der Mitglieder des Senats im 17. Kongress der Vereinigten Staaten.

## Ergebnisse

### Wahlen während des 16. Kongresses
Die Gewinner dieser Wahlen wurden vor dem 4. März 1821 in den Senat aufgenommen, also während des 16. Kongresses.
| Staat         | Amtierender Senator | Partei       | Nachwahl   | Datum         | Ergebnis                   | Neuer Senator      |
| ------------- | ------------------- | ------------ | ---------- | ------------- | -------------------------- | ------------------ |
| Kentucky      | William Logan       | Republikaner | Klasse III | 19. Okt. 1820 | von Republikanern gehalten | Isham Talbot       |
| Maine         | neuer Staat         | neuer Staat  | Klasse I   | 13. Juni 1820 | Zugewinn Republikaner      | John Holmes        |
| Maine         | neuer Staat         | neuer Staat  | Klasse II  | 14. Juni 1820 | Zugewinn Republikaner      | John Chandler      |
| Massachusetts | Prentiss Mellen     | Föderalist   | Klasse I   | 12. Juni 1820 | von Föderalisten gehalten  | Elijah H. Mills    |
| Mississippi   | Walter Leake        | Republikaner | Klasse I   | 30. Aug. 1820 | von Republikanern gehalten | David Holmes       |
| New York      | vakant              | vakant       | Klasse III | 8. Jan. 1820  | Zugewinn Föderalisten      | Rufus King         |
| Rhode Island  | James Burrill       | Föderalist   | Klasse II  | 9. Jan. 1821  | Zugewinn Republikaner      | Nehemiah R. Knight |

- Republikaner bezeichnet Angehörige der heute meist als Demokratisch-Republikanische Partei oder Jeffersonian Republicans bezeichneten Partei.

### Wahlen zum 17. Kongress
Die Gewinner dieser Wahlen wurden am 4. März 1821 in den Senat aufgenommen, also bei Zusammentritt des 17. Kongresses. Alle Sitze dieser Senatoren gehören zur Klasse I.
| Staat         | Amtierender Senator | Partei       | Datum          | Ergebnis                   | Neuer Senator      |
| ------------- | ------------------- | ------------ | -------------- | -------------------------- | ------------------ |
| Connecticut   | Samuel W. Dana      | Föderalist   | 4. März 1821   | Zugewinn Republikaner      | Elijah Boardman    |
| Delaware      | Outerbridge Horsey  | Föderalist   | 1820 oder 1821 | Verlust Föderalisten       | vakant             |
| Indiana       | James Noble         | Republikaner | 1821           | wiedergewählt              | James Noble        |
| Maine         | John Holmes         | Republikaner | 31. Jan. 1821  | wiedergewählt              | John Holmes        |
| Maryland      | William Pinkney     | Republikaner | 1820 oder 1821 | wiedergewählt              | William Pinkney    |
| Massachusetts | Elijah H. Mills     | Föderalist   | 1820           | wiedergewählt              | Elijah H. Mills    |
| Mississippi   | David Holmes        | Republikaner | 1820 oder 1821 | wiedergewählt              | David Holmes       |
| New Jersey    | James J. Wilson     | Republikaner | 11. Nov. 1820  | von Republikanern gehalten | Samuel L. Southard |
| New York      | Nathan Sanford      | Republikaner | 6. Feb. 1821   | von Republikanern gehalten | Martin Van Buren   |
| Ohio          | Benjamin Ruggles    | Republikaner | 1820 oder 1821 | wiedergewählt              | Benjamin Ruggles   |
| Pennsylvania  | Jonathan Roberts    | Republikaner | 1820 oder 1821 | Verlust Republikaner       | vakant             |
| Rhode Island  | William Hunter      | Föderalist   | 1820 oder 1821 | Zugewinn Republikaner      | James De Wolf      |
| Tennessee     | John Henry Eaton    | Republikaner | 1820 oder 1821 | Verlust Republikaner       | vakant             |
| Vermont       | Isaac Tichenor      | Föderalist   | 1821           | Zugewinn Republikaner      | Horatio Seymour    |
| Virginia      | James Barbour       | Republikaner | 1821           | wiedergewählt              | James Barbour      |

- Republikaner bezeichnet Angehörige der heute meist als Demokratisch-Republikanische Partei oder Jeffersonian Republicans bezeichneten Partei.
- wiedergewählt: ein gewählter Amtsinhaber wurde wiedergewählt

### Wahlen während des 17. Kongresses
Die Gewinner dieser Wahlen wurden nach dem 4. März 1821 in den Senat aufgenommen, also während des 17. Kongresses.
| Staat        | Amtierender Senator | Partei       | Nachwahl   | Datum         | Ergebnis                   | Neuer Senator      |
| ------------ | ------------------- | ------------ | ---------- | ------------- | -------------------------- | ------------------ |
| Georgia      | Freeman Walker      | Republikaner | Klasse I   | 10. Nov. 1821 | von Republikanern gehalten | Nicholas Ware      |
| Missouri     | neuer Staat         | neuer Staat  | Klasse I   | 10. Aug. 1821 | Zugewinn Republikaner      | Thomas Hart Benton |
| Missouri     | neuer Staat         | neuer Staat  | Klasse III | 10. Aug. 1821 | Zugewinn Republikaner      | David Barton       |
| Pennsylvania | vakant              | vakant       | Klasse I   | 10. Dez. 1821 | Zugewinn Republikaner      | William Findlay    |
| Tennessee    | vakant              | vakant       | Klasse I   | 27. Sep. 1821 | Zugewinn Republikaner      | John Henry Eaton   |

- Republikaner bezeichnet Angehörige der heute meist als Demokratisch-Republikanische Partei oder Jeffersonian Republicans bezeichneten Partei.

## Einzelstaaten
In allen Staaten wurden die Senatoren durch die Parlamente gewählt, wie durch die Verfassung der Vereinigten Staaten vor der Verabschiedung des 17. Zusatzartikels vorgesehen. Das Wahlverfahren bestimmten die Staaten selbst, es war daher von Staat zu Staat unterschiedlich. Teilweise ergibt sich aus den Quellen nur, wer gewählt wurde, aber nicht wie.
Parteien im modernen Sinne gab es zwar nicht, aber die meisten Politiker der jungen Vereinigten Staaten lassen sich im First Party System der Föderalistischen Partei zuordnen oder der Republikanischen Partei, die zur Unterscheidung von der 1854 gegründeten Grand Old Party meist als Demokratisch-Republikanische Partei oder Jeffersonian Republicans bezeichnet wird.